# محمود میرزا (صفوی)
محمود میرزا، (۱۵۵۹ – ۱۵۷۷ میلادی) هفتمین پسر شاه تهماسب یکم از خان پرور خانم کنیزی گرجی‌تبار بود. 
محمود میرزا در درگیری‌های جانشینی شاه تهماسب یکم که در سال ۱۵۷۶ میان اسماعیل میرزا و حیدر میرزا رخ داد، او از طرفدارن مهم اسماعیل میرزا بود اما بعد از آن که شاه اسماعیل دوم به سلطنت رسید، محمود میرزا و برادرانش امام‌قلى ميرزا و سلطان احمد ميرزا و محمدحسين ميرزا فرزند سلطان حسين ميرزا در ۷ ذی الحجه ۹۸۴ (۱۵۷۷ میلادی) به فرمان شاه اسماعیل دوم به قتل رسیدند. او در شاهزاده حسین قزوین دفن شد. او یک پسر دو ساله به نام سلطان محمد باقر میرزا داشت که او را نیز به قتل رساندند. 